# Willard Fiske
Daniel Willard Fiske, född 11 november 1831 i Ellisburg, död 17 september 1904, var en amerikansk bibliograf och schackman.
Fiske var 1868-83 professor i nordeuropeisk lingvistik och universitetsbibliotekarie vid Cornell University i Ithaca. Han samlade ett storartat, senare till detta bibliotek skänkt bibliotek, omfattande en Dante- och en Petrarcasamling. Kataloger över dessa upprättades av T. W. Koch 1898-1900 med supplement av M. Fowler 1900-20 respektive av Fiske själv 1882 och M. Fowler 1916. Dessutom omfattade hans bibliotek en rätoromansk samling (katalog 1894) och en isländsk samling (katalog 1886-1907). Fiske var synnerligen intresserad av schack, och utgav 1857-61 till samma med P. Morphy Amerikas första schacktidskrift American chess monthly, och verkade även genom en på isländska tryckt schacktidskrift I uppnámi (1902-06) och genom talrika skrifter för schackspelets utveckling på Island samt skänkte 1900 sin stora samling schacklitteratur till nationalbiblioteket i Reykjavik.